# パルドゥビツェ
パルドゥビツェ （チェコ語：Pardubice [ˈpardubɪtsɛ] ( 音声ファイル)、ドイツ語：Pardubitz）は、チェコ・パルドゥビツェ州の州都。エルベ河岸にあり、プラハの104キロ東に位置する。 
市は1340年頃に建設されたが、13世紀初頭までにこの地には既に修道院があった。
パルドゥビツェは重要な産業都市である。セムテックス生産をする化学工場シンテシアがあり、石油精製所パラモ、重機械工業と電機設備工場がある。2000年6月には、台湾の会社が所有する工場が完成し、コンパックやApple Computer用の部品を生産している。工場はかつての電機産業会社テスラが撤退したあとに残った労働資源を再利用した。

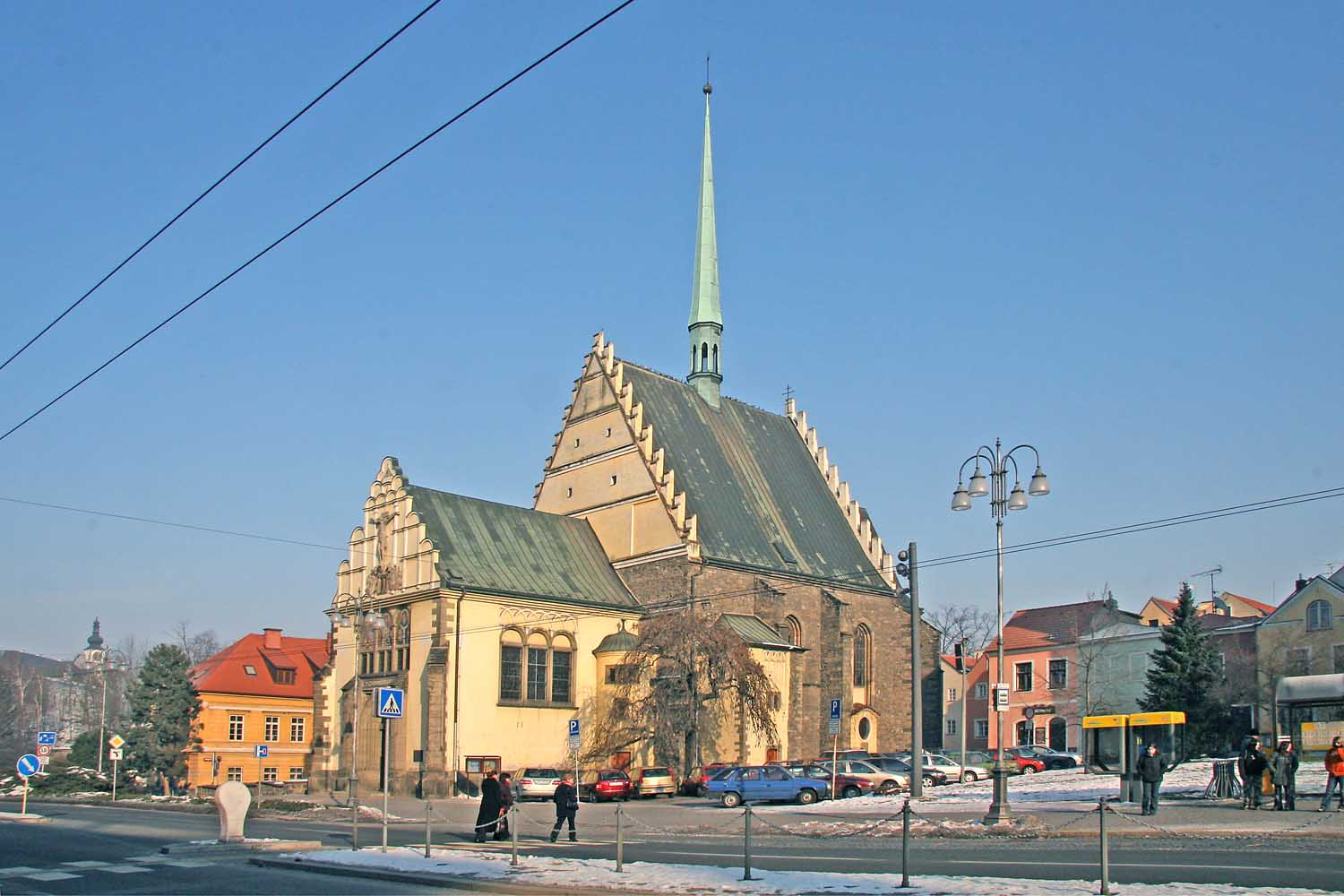
共和国広場に面する聖バルトロメウス教会

1874年より有名な競馬レース、ヴェルカパルドゥビツカが毎秋（通常10月中旬）に開催されている。ヨーロッパ大陸で最もタフな競馬レースといわれる。
アイスホッケーの国内リーグチェコ・エクストラリーグの強豪の一つ、HCパルドゥビツェの本拠地である。
2024年6月6日、市内で急行列車と貨物列車が衝突する鉄道事故が発生。4人以上の死者が出た。

## 姉妹都市
- ドゥーティンヘム、オランダ
- メラーノ、イタリア
- ペルニク、ブルガリア
- ロジニャーノ・マリッティモ、イタリア
- シェーネベック（英語版）、ドイツ
- ゼルプ、ドイツ
- セジャーナ、スロヴェニア
- シェレフテオ、スウェーデン
- ヴィソケー・タトリ（英語版）、スロヴァキア
- ワレヘム、ベルギー

## 著名な出身者
- ラデク・バボラーク　ホルン奏者
- ドミニク・ハシェック　アイスホッケー選手
- オタカル・ヤネツキー　同上
- アレシュ・ヘムスキー　同上
- ヤン・ブリス　同上